# Silene arguta
Silene arguta är en nejlikväxtart som beskrevs av Edward Fenzl. Silene arguta ingår i släktet glimmar, och familjen nejlikväxter. Inga underarter finns listade i Catalogue of Life.